# Hedeby

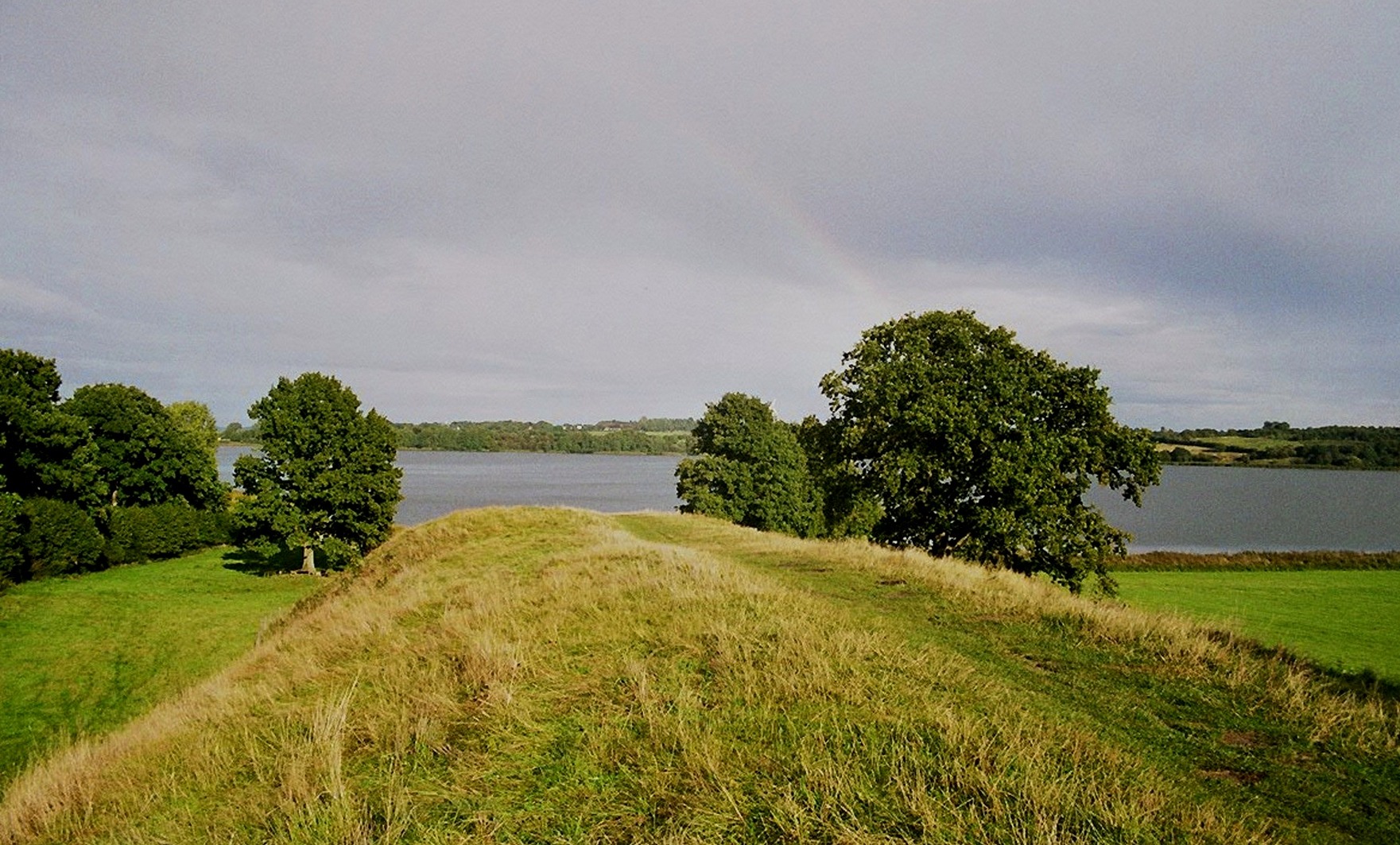
En bit av vallen och bortom den syns havsviken Schlei

Hedeby (tyska: Haithabu eller Haddeby, fornnordiska: Heiðabýr), var en handelsplats under sen dansk merovingertid, vilket motsvarar svensk vendeltid och vikingatiden, en tidsperiod som varade från 700-talet och fram till mitten av 1000-talet. Rester av bosättningen ligger idag i byn Haddeby i Tyskland, belägen i Busdorfs kommun söder om staden Schleswig i Kreis Schleswig-Flensburg i förbundslandet Schleswig-Holstein.
Det forntida Hedeby låg längst inne i en smal vik av Östersjön, kallad Schlei (danska: Slien). Det korta avståndet över land till floden Treene som rann ut i Nordsjön medförde att byn blev en utmärkt hamnplats för omlastning, så att skeppen slapp segla hela vägen runt Danmark.
I dagens Hedeby finns ett vikingamuseum med arkeologiska fynd från platsen.

## Historia
Var Hedeby egentligen låg var länge bortglömt, men 1897 föreslog arkeologen Sophus Müller att lämningarna efter byn skulle sökas vid den kända fornborgen Oldenburg, ett 24 hektar stort område omgivet av en vall söder om staden Slesvig och efter en provgrävning 1901 visades att denna teori var riktig. I området finns rester av tre samhällen och vid de sydligaste av dessa, har man hittat arkeologiska fynd daterade till 700-talets andra hälft.
Det goda geografiska läget medförde att en handelsplats växte fram. Arkeologiska fynd visar att man handlat med bärnsten från Preussen, täljsten från Norge och keramik från frankerna. Skriftliga källor avslöjar att pälsverk och slavar varit en viktig handelsvara; slavarna kom förmodligen från den slaviska befolkningen på Östersjöns södra kust. Andra eftertraktade varor har varit honung, vax, vin och dricksglas. I Hedeby har man funnit lämningar som påvisar att det funnits skickliga hantverkare som bearbetat olika produkter och sålt dem vidare. De handelsvaror som passerat Hedeby ger oss kännedom om vilka handelsrutter som användes; främst segelrutten längs Nordsjökusten ned till Baie-de-Bourgneuf där man producerade salt, men också segelrutten via floden Rhen till tyska städer som Köln och Mainz. Mindre betydelse hade förbindelserna med Birka och vidare österut.
Hedeby utgjorde en viktig knutpunkt i vikingarnas slavhandel. De personer som tillfångatogs av vikingarna under deras räder i Västeuropa, som Irland, kunde säljas på slavhandeln i Dublin, varifrån de såldes vidare till slaveri i al-Andalus,  eller också transporteras till Hedeby eller till Brännö vid Göta älv, och därifrån över Östersjön vidare via Volgas handelsrutt till Ryssland, där slavarna såldes till muslimska köpmän i utbyte mot de silver dirham och siden som har återfunnits i Birka, Wollin och Dublin; under 700- och 800-talen gick slavhandeln mellan vikingarna och den muslimska världen främst via Khazarriket, men från cirka 900 och framåt gick den genom via Volgabulgariska riket, varifrån slavarna transporterades via Khwarizm till  Samanidernas slavmarknad i Bukhara i Centralasien och därifrån vidare till slaveri i Abbasidkalifatet i Mellanöstern.

### Hedeby i samtida texter
I frankiska texter om den danske kung Godfred kallas platsen för Sliesthorp, bebyggelsen vid Slien och i Vita Anskarii från andra halvan av 800-talet benämns platsen som viken vid Slien, Sliaswich. Den engelske kungen Alfred den store lät år 890 utarbeta ett stort geografiskt verk om Nordeuropa. I detta ingick en anglosaxisk översättning av Paulus Orosius världshistoria, samt en reseskildring där två sjöfarare berättar att de besöker Hedeby; Ottar från Hålogaland och Wulfstan. Ottar är på resa från norra Norge till London när han passerar Hedeby. Wulfstan berättar om en seglats från Hedeby till Truso på Östersjöns södra kust, som ägde rum i slutet av 800-talet. På två runstenar från Sven Tveskäggs tid kallas platsen för Haithabu och Hithabu.
I mitten av 900-talet besöktes Hedeby av en arabisk-judisk resande från Spanien, Ibrahim ibn Yaqub al-Tartushi. Han beskriver Hedeby som en stor men fattig stad vid världshavets yttersta kant. Han noterade särskilt den goda tillgången på dricksvatten, kvinnans fria ställning, samt att endast ett litet antal av dess invånare var kristna. Al-Tartushi skriver att "Sirius" är den gud som dyrkades i Hedeby.
Missionären Ansgar hade fått tillåtelse av kung Hårik att bygga en kyrka, men 854 förbjöds kristen förkunnelse av jarlen Hovi. Följande kung, Hårik II, tillät åter den kristna tron, samt att församlingen använde en kyrkklocka.
Adam av Bremen berättar i sin krönika att det danska riket därefter erövrades av Olof från Sverige som härskade tillsammans med sina två söner. Han följdes av Sigtryg och Gnupa som också kan ha varit svenskar och över vilka det finns två runstenar i närheten av Hedeby. Danskarna lyckades erövra en stor del av England, Danelagen, men vid slaget vid Leuven besegrades danskarna av den östfrankiske kungen Arnulf av Kärnten. År 948 blev staden tyskt ärkebiskopssäte. I trakten av Hedeby anlades 974 en tysk borg, som 983 erövrades av Harald Blåtand, varefter staden åter kom under danskt välde.

## Danevirke
Omkring år 900 anlades en cirka tre kilometer lång halvkretsvall runt staden. Vallen uppfördes i omgångar, ursprungligen med två meters höjd men så småningom tio meter hög och försedd med palissad och bröstvärn. Förutom en vall för att skydda Hedeby byggdes det ett helt system av vallar, Danevirke, i öst-västlig riktning för att skydda Jylland mot anfall söderifrån.
Svårigheten för djupgående fartyg att ta sig ända in till Hedeby har säkert varit av betydelse när staden  Slesvig anlades under 1000-talets första hälft. Hedeby brändes ned till grunden, troligen år 1050, i striderna mellan den danske kungen Sven Estridsson och den norske kungen Harald Hårdråde. Åren därefter försökte invånarna bygga upp Hedeby igen, men handelsplatsen brändes åter ned under ett anfall från venderna. Därefter skedde inga fler byggnationer och staden övergavs. I hamnområdet har tre skeppsvrak hittats.

## Vikingamuseet och museibyn

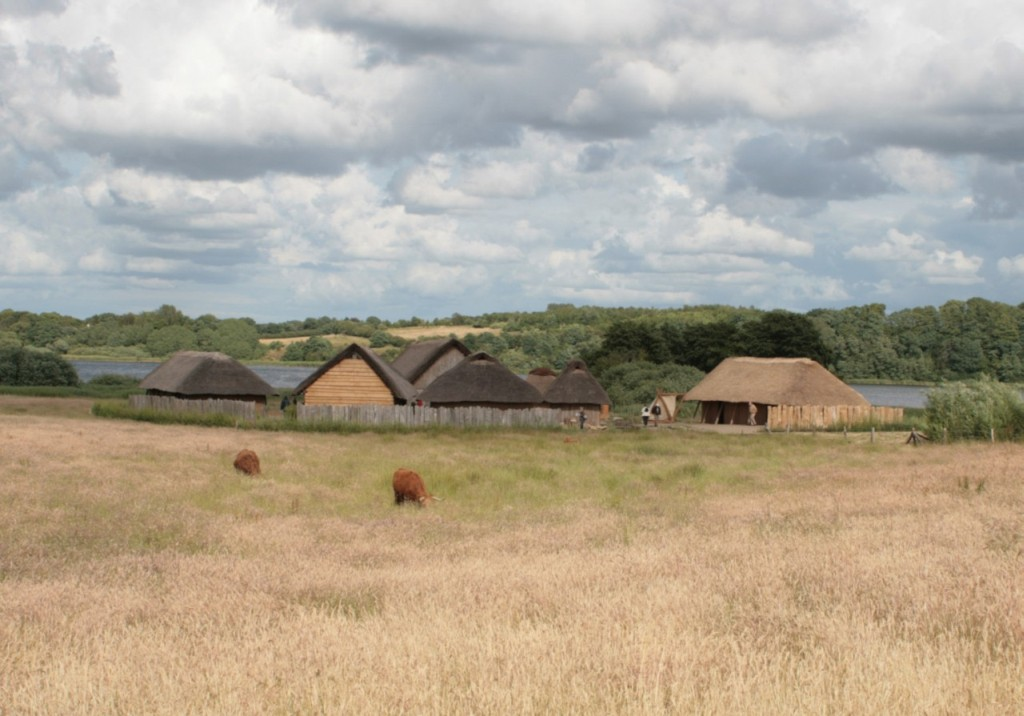
Rekonstruerade hus i museibyn

I anslutning till utgrävningsplatsen finns sedan 1985 ett museum, Wikinger-Museum Haithabu, som behandlar platsens unika historia och visar arkeologiska fynd från tidigare utgrävning. Innanför stadsvallen har en museiby med olika rekonstruerade hus byggts upp, där insamlat material och vikingatida hantverk demonstreras för besökare. Där finns också de så kallade Hedebystenarna och en av dessa är Danevirkestenen.